# Henki Hauge Karlsen
Henki Hauge Karlsen, född 1957, död den 28 december 1988 i Oslo, var en norsk servitör som blev känd för att han var den förste personen i Norge som trädde fram i offentligenheten med att han var hiv-positiv. Karlsen hade på grund av det positiva hiv-testet blivit uppsagd från sitt arbete som servitris på Papillon restaurang i Fredrikstad. Han inledde då, tillsammans med sin advokat Tor Erling Staff en rättslig process som ledde till att han vann målet i Høyesterett, det vill säga att uppsägningen var oskälig. Arbetsgivaren krävde ändå ett läkarintyg som styrkte att han inte var smittsam. Några månader senare dog Henki Hauge Karlsen. Efter hans död skapade Tor Erling Staff, Stig Frøland och Helge Seip en fond, Henki Hauge Karlsen fonden, för att hjälpa hiv-positiva och aidspatienter.